# (13740) Lastrucci
(13740) Lastrucci (1998 SL2) – planetoida z pasa głównego asteroid okrążająca Słońce w ciągu 4,06 lat w średniej odległości 2,55 j.a. Odkryta 18 września 1998 roku.